# Lemma di Schur
In matematica, il lemma di Schur è un risultato elementare ma estremamente utile nella teoria delle rappresentazioni dei gruppi e delle algebre. Nel caso dei gruppi esso dice che se {\displaystyle V} e {\displaystyle W} sono due rappresentazioni irriducibili di un gruppo {\displaystyle G} e {\displaystyle \phi } è un morfismo lineare da {\displaystyle V} a {\displaystyle W} che commuta con l'azione del gruppo, allora {\displaystyle \phi } è invertibile oppure {\displaystyle \phi =0}. Un importante caso particolare è quello in cui {\displaystyle V=W} e quindi {\displaystyle \phi } è un endomorfismo. Issai Schur usò questo risultato per dimostrare le relazioni di ortogonalità di Schur e sviluppò le basi della teoria della rappresentazione dei gruppi. Il lemma di Schur si generalizza ai gruppi di Lie e alle algebre di Lie, e la più comune generalizzazione in questo senso è dovuta a Jacques Dixmier.

## Formulazione nel linguaggio dei moduli
Se {\displaystyle M} e {\displaystyle N} sono due moduli semplici su un anello {\displaystyle R} allora ogni omomorfismo {\displaystyle f:M\to N} di {\displaystyle R}-moduli non identicamente nullo è invertibile. In particolare l'anello degli endomorfismi di un modulo semplice è un corpo.
La condizione che {\displaystyle f} è un omomorfismo di moduli significa che
{\displaystyle f(rm)=rf(m)} per ogni {\displaystyle m\in M} e {\displaystyle r\in R.}
Il lemma di Schur è applicato frequentemente nel caso particolare seguente. Sia {\displaystyle R} un'algebra sul campo {\displaystyle \mathbb {C} } dei numeri complessi e sia {\displaystyle M=N} un {\displaystyle R}-modulo semplice di dimensione finita su {\displaystyle \mathbb {C} }. Il lemma di Schur dice che l'anello degli endomorfismi del modulo {\displaystyle M} è un corpo; esso contiene {\displaystyle \mathbb {C} } nel suo centro, è finito-dimensionale su {\displaystyle \mathbb {C} } e quindi coincide con {\displaystyle \mathbb {C} }. Segue che l'anello degli endomorfismi di {\displaystyle M} è "il più piccolo possibile". Più in generale, questo risultato vale per algebre su ogni campo algebricamente chiuso e per moduli semplici la cui dimensione è al più numerabile. Quando il campo non è algebricamente chiuso, il caso in cui l'anello degli endomorfismi è il più piccolo possibile è particolarmente interessante: un modulo semplice su una {\displaystyle k}-algebra si dice assolutamente semplice se il suo anello degli endomorfismi è isomorfo a {\displaystyle k}.  Questo è in generale più forte che essere irriducibili sul campo {\displaystyle k}, ed implica che il modulo è irriducibile anche sulla chiusura algebrica di {\displaystyle k}.

## Formulazione nel linguaggio delle matrici
Sia {\displaystyle G} un gruppo di matrici invertibili complesse. Questo vuol dire che {\displaystyle G} è un insieme di matrici quadrate di ordine {\displaystyle n} con elementi complessi, e {\displaystyle G} è chiuso sotto l'operazione di moltiplicazione di matrici e inversione. Si supponga inoltre che {\displaystyle G} sia irriducibile: non esistono sottospazi {\displaystyle V} oltre a {\displaystyle 0} e lo spazio intero che siano invarianti sotto l'azione di {\displaystyle G}. In altre parole,
{\displaystyle {\text{se }}gV\subseteq V{\text{ per ogni }}g{\text{ appartenente a }}G,{\text{ allora o }}V=0{\text{ oppure }}V=\mathbb {C} ^{n}.}
Il lemma di Schur, nel caso speciale di una rappresentazione singola, diventa: se {\displaystyle A} è una matrice complessa di ordine {\displaystyle n} che commuta con tutte le matrici in {\displaystyle G}, allora {\displaystyle A} è una matrice scalare. Un semplice corollario è che ogni rappresentazione complessa irriducibile di un gruppo abeliano è di dimensione {\displaystyle 1}.

## Formulazione nel linguaggio delle rappresentazioni dei gruppi
La versione nel linguaggio dei gruppi è un caso particolare della versione nel linguaggio dei moduli: una rappresentazione di un gruppo {\displaystyle G} è un modulo sull'algebra gruppale di {\displaystyle G}.
Siano {\displaystyle G} un gruppo, {\displaystyle p:G\to GL(V)} e {\displaystyle q:G\to GL(W)} due rappresentazioni irriducibili di {\displaystyle G} su un campo fissato {\displaystyle K} e sia {\displaystyle T:V\to W} un'applicazione lineare {\displaystyle G}-invariante, cioè tale che {\displaystyle T(p(g)(v))=q(g)(T(v))} per ogni {\displaystyle v\in V}, {\displaystyle g\in G}. Allora:
1. {\displaystyle T=0} oppure {\displaystyle T} è un isomorfismo;
2. se {\displaystyle V=W} e {\displaystyle p=q} e se {\displaystyle K} è algebricamente chiuso allora {\displaystyle T} è la moltiplicazione per uno scalare.

## Dimostrazione
1. Poiché {\displaystyle T} è {\displaystyle G}-invariante, {\displaystyle \operatorname {Ker} (T)} e {\displaystyle \operatorname {Im} (T)} sono sottospazi G-invarianti. Si ha che, poiché {\displaystyle p} è irriducibile, o {\displaystyle \operatorname {Ker} (T)=0} o {\displaystyle \operatorname {Ker} (T)=V}. Se {\displaystyle \operatorname {Ker} (T)=V} allora {\displaystyle T=0}. Se {\displaystyle \operatorname {Ker} (T)=0} allora {\displaystyle T} è iniettiva. Poiché {\displaystyle q} è irriducibile segue {\displaystyle \operatorname {Im} (T)=W} e dunque {\displaystyle T} è suriettiva. Perciò {\displaystyle T} è un isomorfismo.
2. {\displaystyle T\colon V\to V} è un operatore lineare; sia {\displaystyle \lambda \in K} un suo autovalore (esiste perché {\displaystyle K} è algebricamente chiuso): allora {\displaystyle \operatorname {Ker} (T-\lambda I)\neq 0}, in quanto contiene almeno un autovettore. L'operatore lineare {\displaystyle S:=T-\lambda I} è anch'esso {\displaystyle G}-invariante. Poiché {\displaystyle \operatorname {Ker} S\neq 0} e {\displaystyle p} è irriducibile si ha che {\displaystyle \operatorname {Ker} S=V} e quindi {\displaystyle S=0}. Perciò {\displaystyle T-\lambda I=0} e quindi {\displaystyle T=\lambda I}. Ovvero {\displaystyle T} è la moltiplicazione per uno scalare.